# 伊拉
伊拉（英語：Ira）是位于美国纽约州卡尤加县的一个镇，地处卡尤加县北部、雪城西北。2010年美国人口普查时，该镇有2206人。最初的定居者于1800年左右到达此地。1821年，伊拉镇从加图镇分出，正式建立。